# アデン湾
座標: 北緯12度20分 東経47度20分 / 北緯12.333度 東経47.333度

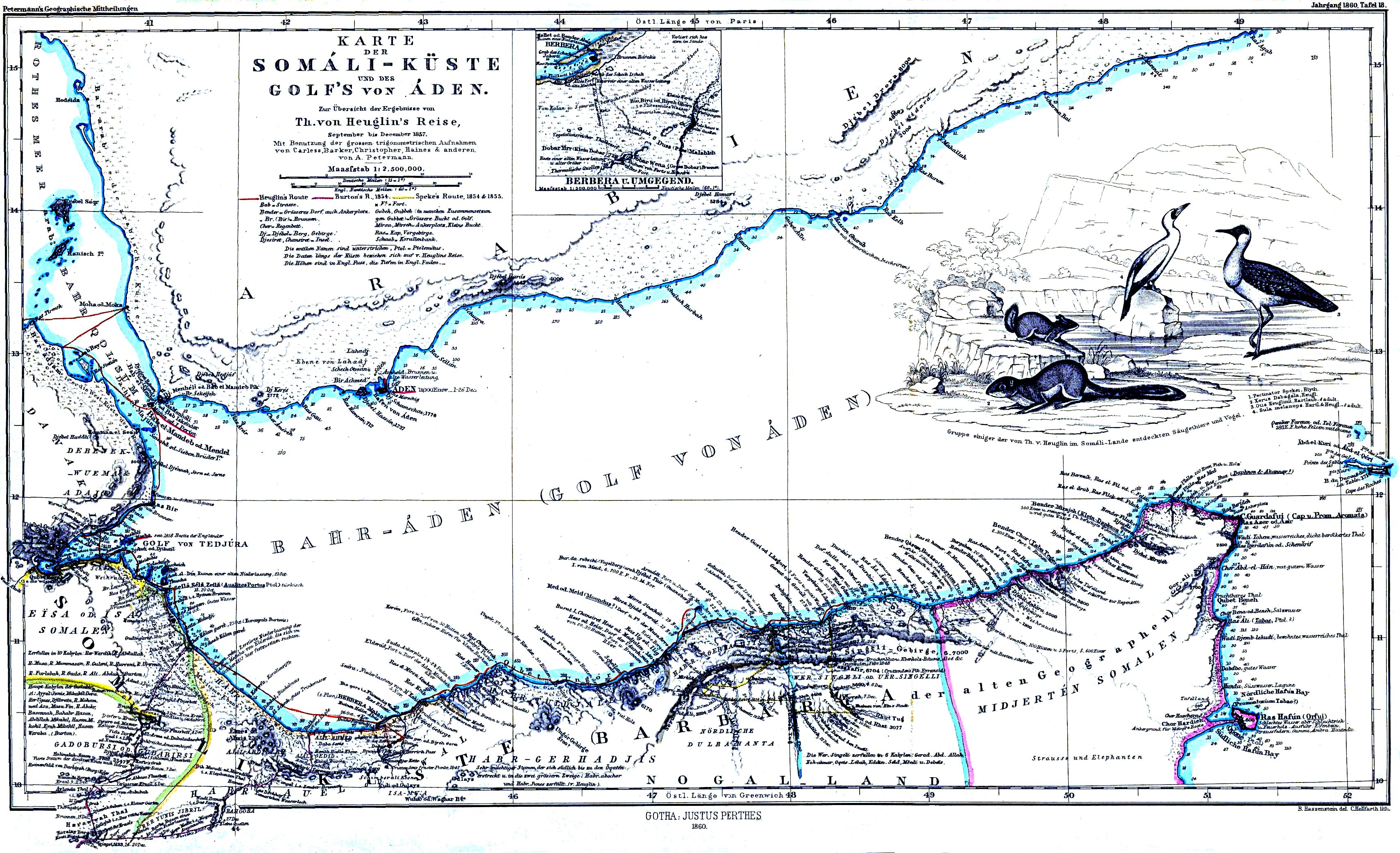
アデン湾（1860年の地図）

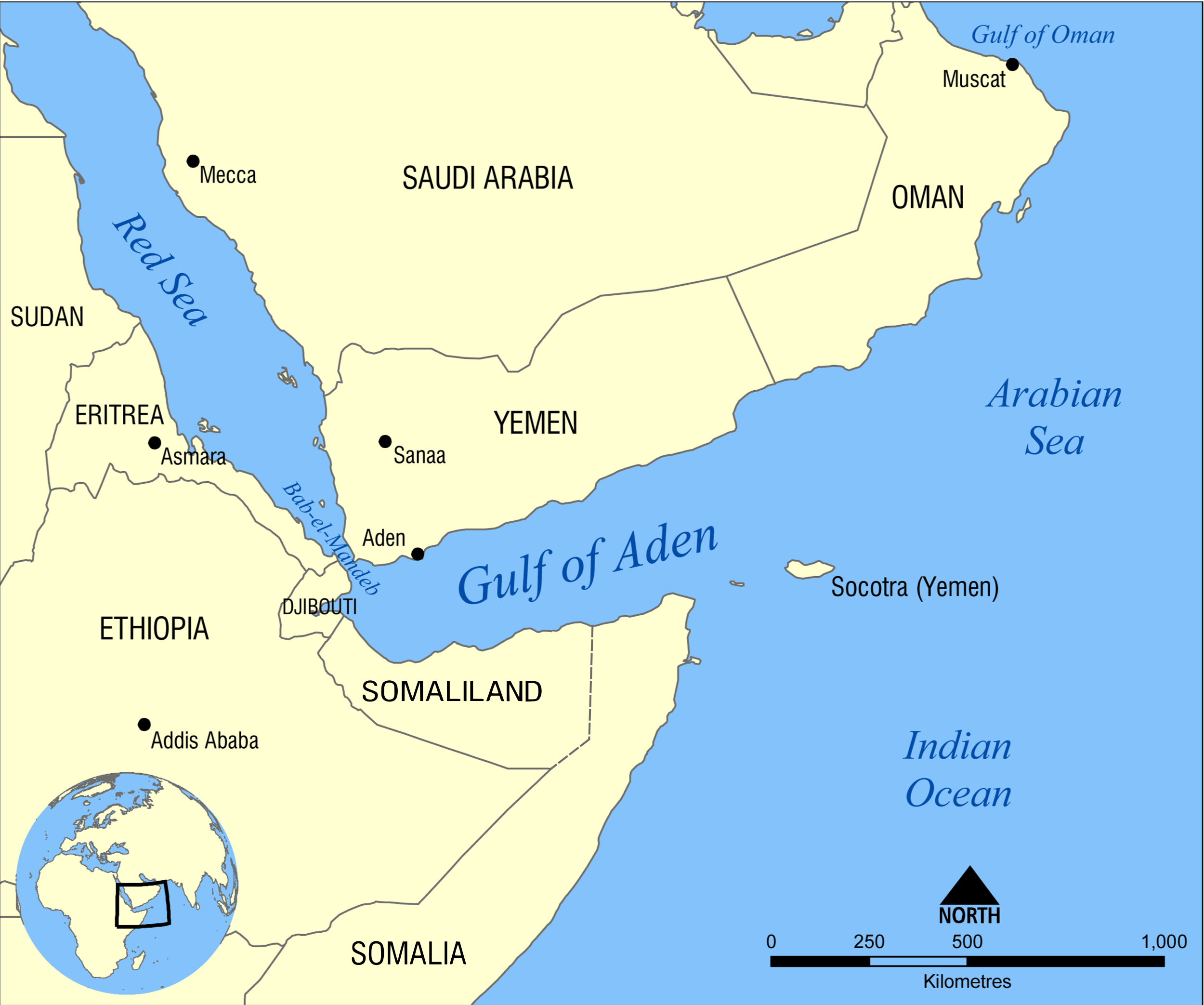
地図

アデン湾（アデンわん、アラビア語:خليج عدن、フランス語:Golfe d'Aden、ソマリ語:Gacanka Cadmeed）は、インド洋の北西側にあり、北はアラビア半島、南はアフリカ大陸のソマリア半島に挟まれた東西に細長い湾。湾の西側には、バブ・エル・マンデブ海峡を介して紅海が広がっている。東はアラビア海へ繋がる。イエメン、ジブチ、ソマリアと接している。

## 範囲
国際水路機関はアデン湾の境界を以下のように定めている。
- 北西：紅海の南側境界。すなわちHusn Murad (12°40′N 43°30′E) とRas Siyyan (12°29′N 43°20′E) を結ぶ線
- 東：グアルダフィ岬を通る経線 (51°16'E)

## 地形
水深は平均500メートルで、海底は新第三紀にアラビアプレートとアフリカプレートが分離拡大したために生じた。

海底を走る線はプレートの分離を示す断層、インド洋の白い線はオーウェン・フラクチャーゾーンの位置

## 海賊
2008年4月に日本郵船のタンカー「高山」が武装した海賊に攻撃され被弾するという事件が発生するなど、ソマリアの情勢悪化に伴い、近年アデン湾における海賊の被害が多発している。
海賊被害の多発を受け、国連安保理は各国に対して海賊・武装強盗対策のために必要な措置をとることを認める安保理決議1816号を採択した。
2008年11月11日には、イギリス海軍の22型フリゲートが海賊に襲われた貨物船の救助に駆けつけ、海賊と交戦する事件があった。